# Эра свободы
Эра свободы или эпоха свободы (швед. frihetstiden) — исторический период, полувековая форма правления в Швеции с парламентской системой и увеличением гражданских прав в период от смерти Карла XII в 1718 году до переворота Густава III в 1772 году. Переход власти от монархии к парламенту был прямым результатом катастрофической Северной войны.
Однако при использовании применительно к этому периоду термина «парламентаризм» необходимо учитывать, что в Швеции середины XVIII века не было того, что сегодня понимается под демократией. Хотя податное крестьянство было представлено в парламенте, его влияние было непропорционально малым, в то время как мещане, не имеющие облагаемой налогами собственности, совсем не имели права голоса.
Поражение в Северной Войне низвело Швецию до положения второстепенной европейской державы. По мирному договору 1721 года Швеция утратила все свои владения в восточной Прибалтике, часть Финляндии — юго-западную Карелию и Выборг, а также большинство немецких владений. Тяжесть положения в стране усугублялась большим государственным долгом, людскими потерями и военными опустошениями.

## Арвид Горн

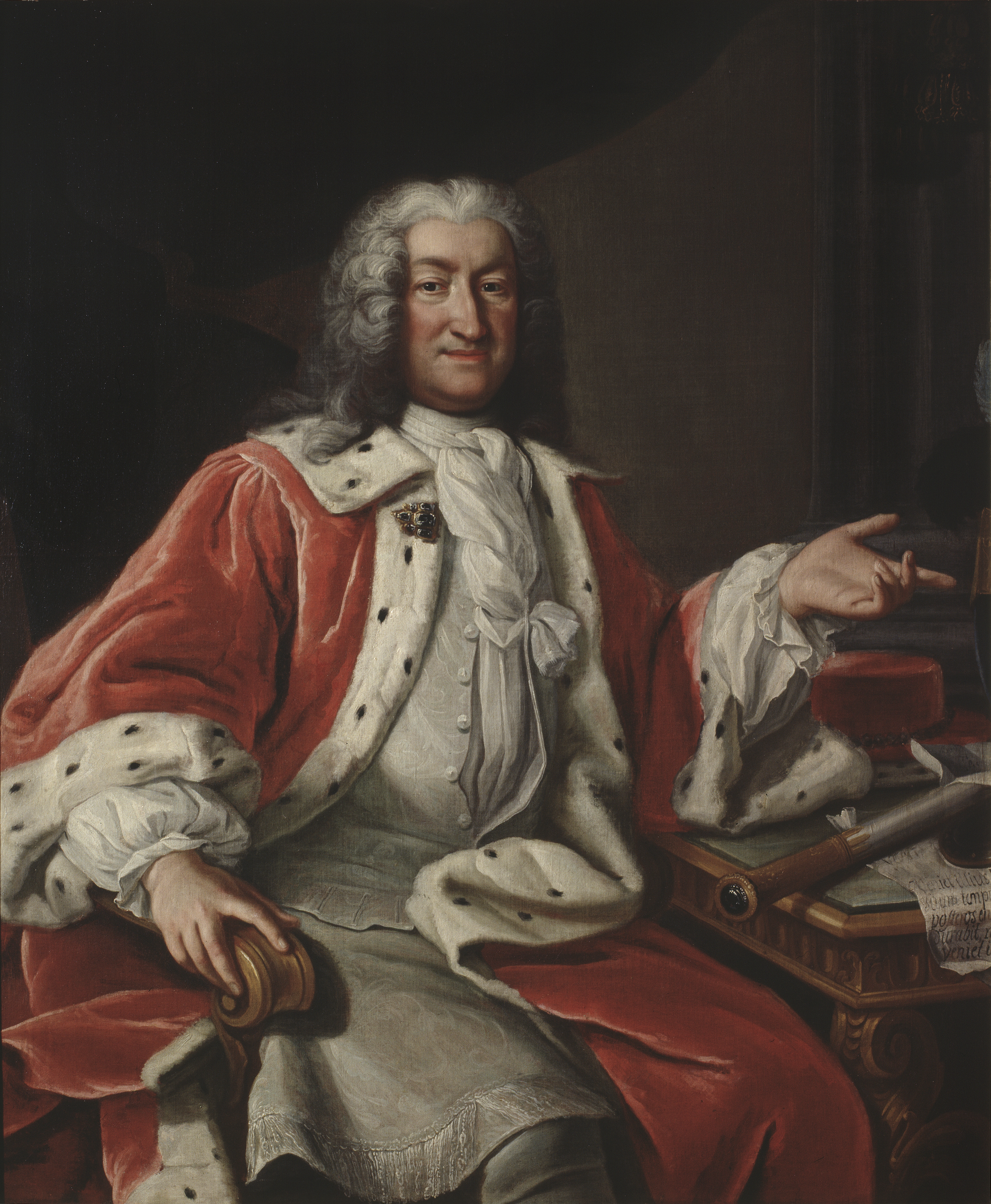
Арвид Бернгард Горн (1664—1742). Портрет работы худ. Лоренца Паша Старшего

В 1719—1723 годах власть короля была значительно урезана в пользу риксдага, которому была присвоена не только вся законодательная власть, но и значительная часть исполнительной и даже судебной. В риксдаг входили представители четырёх сословий: дворянства, духовенства, бюргеров и крестьян, которые собирались и проводили прения отдельно друг от друга. Вследствие этого, а также из за того, что для принятия законов необходимо было одобрение трёх сословий из четырёх, законодательная деятельность была чрезвычайно затруднена. Каждое сословие управлялось своим тальманом, избиравшимся на каждой сессии (за исключением духовного сословия, где тальманом всегда был архиепископ). Тальман дворянского сословия назывался лантмаршалом.
Этот период истории Швеции характеризуется ослаблением королевской власти и усилием могущества мелкопоместного и чиновного дворянства, а также богатых горожан и духовенства. Крестьянство, напротив, утратило значение. Постепенно вся фактическая власть в стране сосредоточилась в руках секретного комитета (швед. sektreta utskottet), составленного из представителей первых трёх сословий. В совет входили 50 дворян, 25 священников, 25 бюргеров и в очень исключительных случаях 25 крестьян. Королевская власть стала почти номинальной, и сами короли — супруг сестры и наследницы Карла XII Ульрики-Элеоноры, Фридрих I (Гессен-Кассельский, 1720—1751), и его преемник Адольф-Фридрих (Голштинский, 1751—1771) не имели никакого влияния. Таким образом, в то время, когда почти повсюду в Европе господствовало самодержавие, Швеция скорее представляла собой аристократическую республику.
Возглавляемое президентом Канцелярии А. Горном (швед. Arvid Horn) правительство, находившееся у власти с 1720 по 1738 год, провело ряд реформ, направленных на укрепление экономики страны. В 1723 году были несколько урезаны политические привилегии дворян, а за крестьянами закреплялось право выкупа коронных земель, которое было дано ещё в 1700 году. Правительство Горна, который испытывал восхищение перед либеральными институтами Англии, издало в 1724 году «продукт-плакат», аналогичный английскому Навигационному акту, что дало возможность быстро развивать отечественное судостроение, судоходство и лесопромышленность. Также усиливались и экономические связи с Англией. Во внешней политике правительство выступало за сохранение мира с Россией.

## «Шляпы» и «Колпаки»

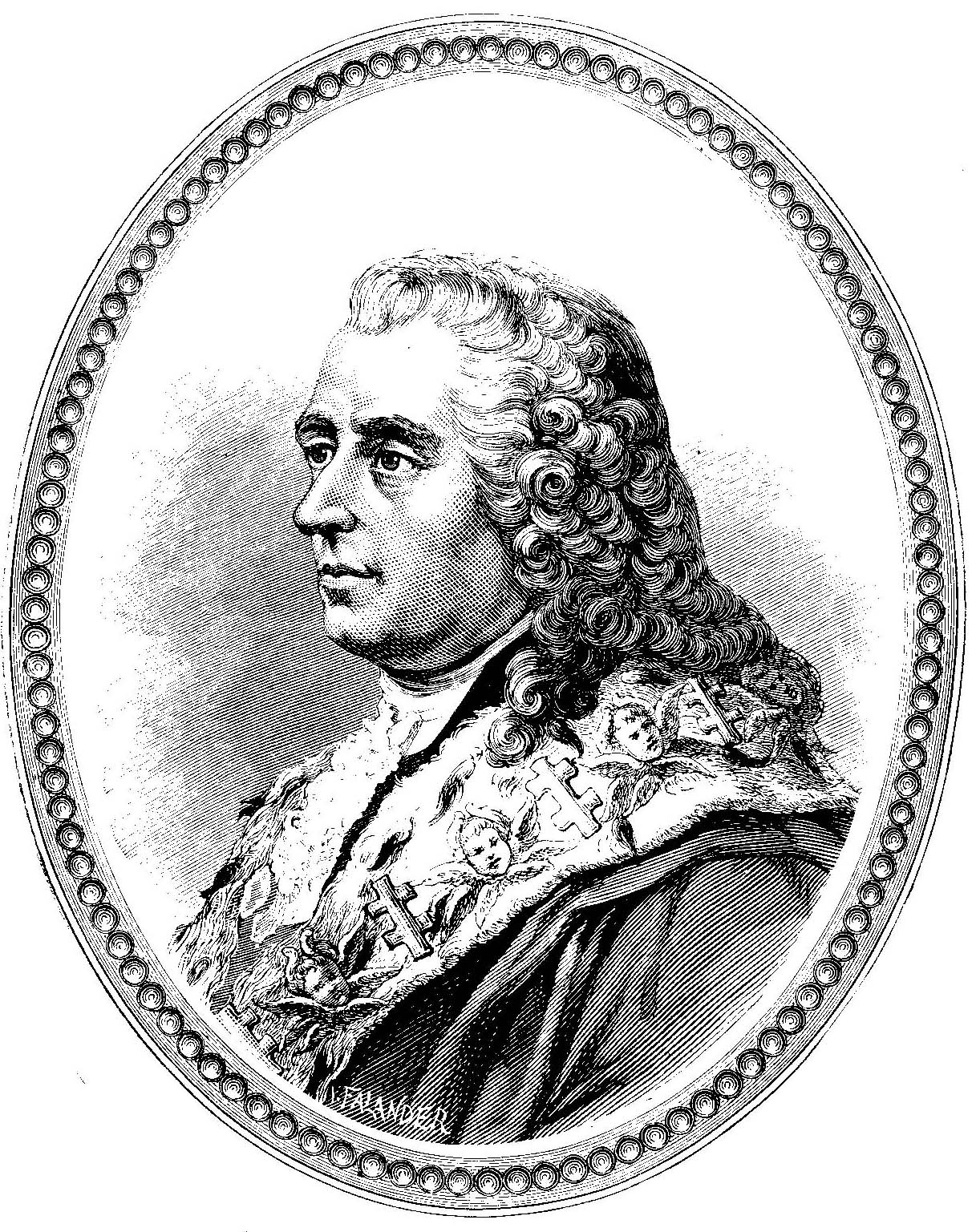
Карл Густав Тессин (1695—1770)

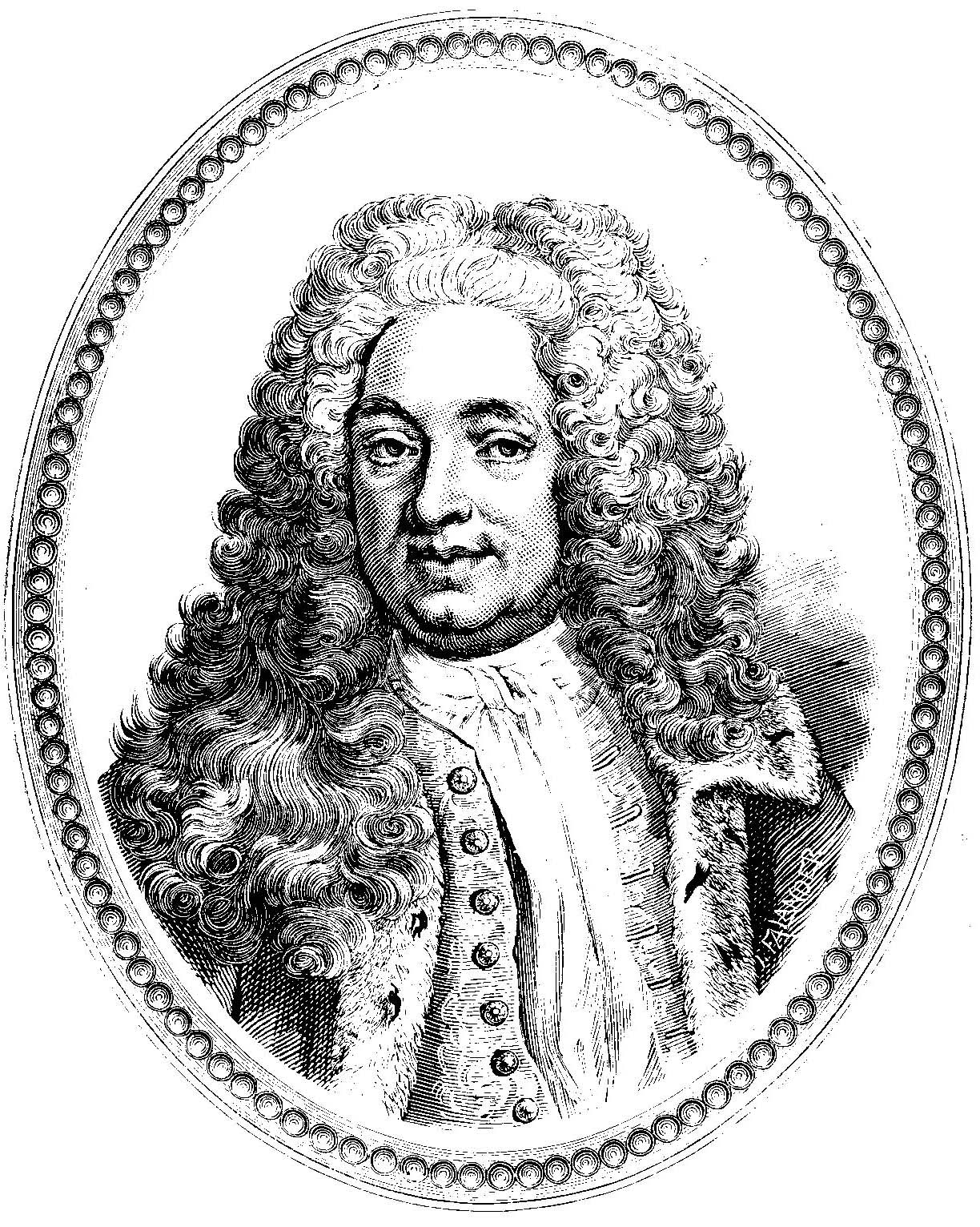
Карл Юлленборг (1679—1746)

В 1730-х годах в военно-дворянских кругах и верхах торговой буржуазии образовалась партия реваншистов (Партия «шляп»), поставившая себе целью восстановление Швеции в качестве великой державы. В 1738 году её сторонники добились падения правительства Горна (сторонники которого были прозваны «Колпаками») и восстановления традиционного союза Швеции с Францией. Развязанная правительством партии «Шляп», возглавляемым К. Юлленборгом и Г. К. Тессином, война с Россией 1741—43 годов закончилась полным поражением Швеции. По мирному договору, подписанному в Або в 1743 году, к России перешла юго-восточная часть Финляндии (до Кюменя). В том же 1743 году на фоне военных неудач и тяжёлого положения в экономике в Швеции вспыхнуло крестьянско-горняцкое восстание («Большая даларнская пляска»). Участие в 1756—1763 годах в Семилетней войне закончилось для Швеции новым поражением.
Аграрная политика партии «Шляп» своим разрешением в 1747 году крестьянам дробить наделы разрушала патриархальную общину и законом 1757 года о «всеобщем размежевании» поощряла создание крупных помещичьих хозяйств, что также вызывало недовольство бедноты. В 1765 году партия «Шляп» утратила большинство в парламенте на волне недовольства широких масс её инфляционной политикой.
В 1765—69 и 1772 годы у власти находились правительства основанной в начале 60-х годов партии «младших колпаков», осуществившие ряд социально-экономических преобразований: введена широкая свобода печати, равенство сословий при продвижении по службе и др. В стране усилились антидворянские настроения, проявившиеся на сессии риксдага 1771—72 годов и в антипомещичьих крестьянских волнениях в Сконе в 1772—76 годах и других провинциях.
В августе 1772 года король Густав III осуществил бескровный государственный переворот. Политические партии были запрещены, а конституция 1772 года урезала права риксдага, подтвердила дворянские привилегии и усилила королевскую власть.

## Значение эпохи
Из многих существенных недостатков государственной системы наиболее роковым было общераспространённое под конец взяточничество чиновников, позволявшее представителям иностранных держав обеспечивать свои интересы в ущерб самым существенным интересам Швеции. Зато эпоха правления риксдага, именуемая в литературе также «эпохой свободы», послужила шведскому народу подготовительной школой, которую он — правда, дорогой ценой — прошёл ранее какого-либо из европейских народов, за исключением английского. Последующему в XIX веке развитию конституционной формы правления Швеция немало обязана тому опыту, которым обогатилась в упомянутой школе.
Главное значение данной эпохи, однако — в экономическом и духовном прогрессе Швеции. Отброшенный с чересчур широкой арены деятельности, лишенный прежнего влияния на судьбы Европы, шведский народ отдался делу мирной внутренней культуры и достиг больших успехов, особенно на поприще науки, выдвинув из своей среды таких деятелей, как всемирно известный естествоиспытатель Карл Линней, с его многочисленными учениками и последователями (Тунбергом, Кальмом, Форесколем и др.); выдающиеся химики Шееле и Бергман; физик Цельсий; универсальный гений Сведенборг; положивший основание образцовой шведской статистике астроном Варгентин; основатель крупной промышленности Швеции Альстремер; крупные литературные силы — Далин, Крейц и Бельман.
В начале эпохи государственные дела, направляемые таким выдающимся государственным деятелем, как Арвид Горн, шли все-таки удовлетворительно, но под конец теневые стороны данного правительственного строя стали выступать все резче и резче; взяточничество подвергало опасности даже международное положение Швеции.